# True Blue (альбом Мадонни)
True Blue — третій студійний альбом американської співачки Мадонни, що вийшов 30 червня 1986 року. Мадонна працювала зі Стівеном Браєном та Патріком Леонардом, ставши співавтором та співпродюсером усіх пісень на альбомі. Як найбільш «дівочий» альбом Мадонни, True Blue представляє квінтесенцію тим про кохання, роботу, мріях, а також розчаруванні, і був натхненний її відносинами з чоловіком Шоном Пенном, якому Мадонна присвятила альбом. На обкладинці платівки написано: «Присвячується моєму чоловікові, самому кльовому хлопцю у всесвіті». У музичному плані пісні на альбомі прийняли інший напрямок від її попередніх робіт, включивши класичну музику для того, щоб завоювати більш старшу аудиторію, яка скептично ставилася до її музики.
У записі альбому використовували різні інструменти, в тому числі акустичні гітари, барабани, синтезатори та кубинські музичні інструменти. Теми для пісень варіюється від любові, свободи, а в пісні «Papa Don't Preach» піднімаються такі соціальні проблеми, як підліткова вагітність. Після його виходу, True Blue отримав безліч позитивних відгуків від критиків. Вони похвалили альбом, описавши його як архетип поп-альбомів кінця 80-х і початку 90-х. Вони також високо оцінили той факт, що голос Мадонни звучав сильніше, ніж це було на її попередніх релізах, високо оцінивши навички Мадонни як співачки, композитора й артиста.
True Blue був зустрінутий з неймовірним успіхом, досягнувши першого рядка чартів у 28 країнах у всьому світі, включаючи Австралію, Канаду, Францію, Німеччину, Велика Британія та США. Він провів 34 тижні підряд на вершині European Top 100 Albums, більше, ніж будь-який інший альбом в історії. Він став найпродаванішим альбомом у світі 1986 року і залишається одним з найпродаваніших альбомів усіх часів з обсягом продажів понад 25 мільйонів копій у всьому світі. Всі п'ять синглів з альбому досягли верхньої п'ятірки на Billboard Hot 100, «Live to Tell», «Papa Don't Preach» і «Open Your Heart» потрапили на першу сходинку.
На підтримку альбому Мадонна вирушила у свій другий тур Who's That Girl World Tour з яким побувала у містах Північної Америки, Європи і Азії 1987 року. Сингли альбому та супроводжуючі їх кліпи викликали неоднозначну реакцію серед освітніх та соціальних груп, зокрема «Papa Don't Preach», що підіймає тему підліткової вагітності в її ліриці і «Open Your Heart» в образі танцівниці стриптиз-клубу в своєму музичне відео. True Blue позначають як альбом, який зробив Мадонну світовою суперзіркою, зміцнивши свою репутацію серед неперевершених музичних діячів 1980-х років. Альбом також згаданий в Книзі рекордів Гіннеса.

## Передісторія

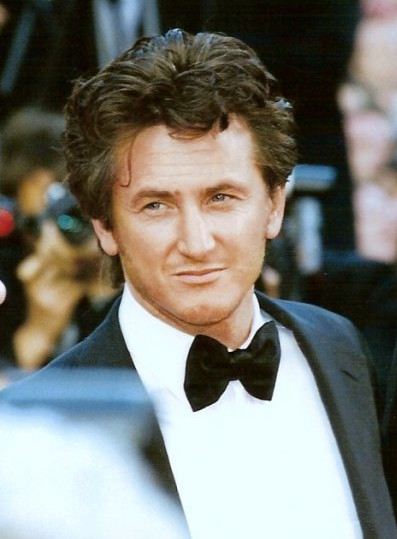
Альбом був натхненний та присвячений Шону Пенну, який був на той момент одружений з Мадонною

6 березня 1986 року, під час прес-конференції з приводу виходу фільму Шанхайський сюрприз, Мадонна підтвердила, що вона працює над новим альбом Live to Tell, який будуть згодом перейменований у True Blue. Вона знову співпрацювала зі Стівеном Брайен, який працював на її попереднім альбомом Like a Virgin, і почала працювати з Патріком Леонардом в перший раз. Мадонна стала співавтором кожної пісні на альбомі, хоча участь в написанні деяких пісень, таких як «Papa Don' t Preach» і «Open Your Heart» було обмежено додаванням текстів. Вона також була співпродюсером кожного треку. Альбом був записаний на початку 1986 року, протягом першого року шлюбу Мадонни з американським актором Шоном Пенном. З цим альбомом Мадонна спробувала звернутися до зрілішої аудиторії, яка раніше скептично ставилася до її музиці та експериментам із зовнішністю, прийнявши більш «традиційний» вигляд, і включивши класичну музику в пісні.
Кожна пісня на True Blue була написана порізно. Перший трек альбому, «Papa Don't Preach», був написаний Брайаном Еліотом, який описав його як «пісню про кохання, яка може бути сприйнята трохи по-іншому». «Open Your Heart» спочатку викинута з альбому, але вже 1986 року і в кінцевому підсумку увійшла в треклист, пісня спочатку призначалася для Сінді Лаупер. Третя пісня «White Heat» була присвячена актору Джеймсу Кегні та названа на честь фільму з однойменною назвою 1949 року. Дві цитати з саундтрека були включені в цю пісню. Четвертий трек «Live to Tell» був написаний Патріком Леонардом для саундтрека до романтичній драмі Клин клином, але після того, як компанія відмовилася від нього, Леонард віддав пісню Мадонни. Вона вирішила використовувати його для фільму At Close Range, Де знімався її тодішній чоловік, актор Шон Пенн. Мадонна зробила демо-записи, а коли режисер фільму Джеймс Фолі почув, він попросив Леонарда написати музику до фільму, як це було запропоновано Мадонні.
True Blue був першим альбомом, де Мадонна включила іспанські теми, які є в пісні «La Isla Bonita». Пісня була написана раніше для альбому Майкла Джексона Bad, але він відмовився. При роботі з Леонардом на альбомі, Мадонна взяла цю пісню, переписавши деякі слова, тим самим ставши її співавтором. Мадонна описала пісню як триб'ют «красі та загадковості латиноамериканців». Спочатку задуманий як перший сингл, «Love Makes the World Go Round» закриває альбом та вперше виконується на концерті Live Aid роком раніше в липні 1985 року. Пісня нагадує антивоєнний звучання музики шістдесятих років.

## Оформлення

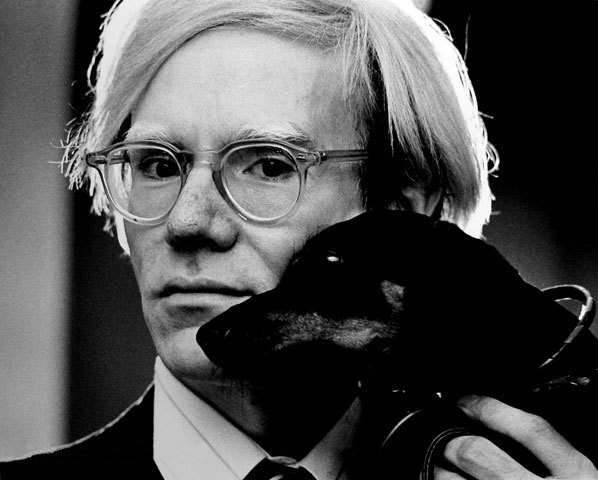
Художня концепція поп-арту Енді Воргол вплинула на створення обкладинки альбому

Обкладинка альбому, знята фотографом Гербом Рітц, є одним з найвпізнаваніших знімків Мадонни. Обкладинка показує портрет Мадонни в профіль з піднятою вгору шиєю. Основні кольори на обкладинці сірий, білий та різні відтінки синього, підкріпивши назва альбому. Мадонна представлена блідолицих з яскраво-червоними губами, витончено прогнувши шию, нагадуючи цим вигин лебедя. Перед Джері Хайден, яка працювала на Warner Bros. в художньому відділі, було поставлено завдання редагування фотографій та приведення їх у відповідність до появи на обкладинці альбому.
За словами Люсі О'Брайен, автора книги Madonna: Like an Icon, обкладинка альбому була на одному рівні з концепцією поп-арту Енді Уорхола. Вона припустила, що зображення являє собою суміш невинності, ідеалізму, в той же час включає стиль Technicolor 50-х років та тонування вручну, характерне для шовкографії друкованого дизайну Уорхола, поширеного в 60-е роки. О'Брайен вважає, що робота ознаменувала прихід нової Мадонни, але з опорою на зв'язок з образом Мерилін Монро. "З цією обкладинкою, Мадонна зайняла позицію Уорхола і сама стала зв'язком між поп-артом та торгівлею.

## Структура
Що стосується музичного матеріалу, True Blue став першим поворотним моментом в кар'єрі Мадонни. Її попередні роботи відзначались співом у високій тональності голосу. Починаючи з цього альбому, Мадонна переходить на спів у нижчих тонах. Пісні в альбомі відображають це. Також в альбомі було використано більше розмаїття інструментів, щоб підкреслити настрої, висловлені в текстах. «Papa Don't Preach» включає звучання акустичних, електричних и ритм-гітар, клавішні та струнні аранжування. В пісні використані семпли з сонати Бетховена Appassionata. Безперервні ударні творять структуру «Open Your Heart». «White Heat» містить з цитати з однойменного фільму 1949 року з діалогами та пострілами. Це ритмічна танцювальна пісня з синтезованого басу та подвійно прописаного вокалу, підтримуваного чоловічими голосами в підспівці."Live to Tell" — інструментальна балада з використання клавішних та синтезатора, фанк-гітари та суміші живих і синтезованих ударних. «Where's the Party» — типовий танцювальний трек в стилі співачки з використанням виразних бас-барабанів та ритмів синтезатора. У титульній пісні використовуються ритм-гітара, синтезатор, клавішні, барабани для басової лінії та бек-трек з акордовою послідовністю, характерною для ду-уоп. Кубинські барабани та іспанська гітара, маракаси та гармоніка задіяні в «La Isla Bonita». «Jimmy Jimmy» написана під впливом музики шестидесятих. Лірика присвячена співаку Джеймсу Діну.

## Чарти та сертифікати
| Чарт                      | Місце |
| ------------------------- | ----- |
| Australian Albums Chart   | 1     |
| Austrian Albums Chart     | 2     |
| Canadian Albums Chart     | 1     |
| Danish Albums Chart       | 29    |
| Dutch Albums Chart        | 1     |
| European Top 100 Albums   | 1     |
| French Albums Chart       | 1     |
| German Albums Chart       | 1     |
| Italian Albums Chart      | 1     |
| Japanese Albums Chart     | 2     |
| New Zealand Albums Chart  | 1     |
| Norwegian Albums Chart    | 2     |
| Spanish Albums Chart      | 1     |
| Swedish Albums Chart      | 2     |
| Swiss Albums Chart        | 1     |
| UK Albums Chart           | 1     |
| US Billboard 200          | 1     |
| US Top R&B/Hip-Hop Albums | 47    |

| Країна          | Сертифікат     | Продано   |
| --------------- | -------------- | --------- |
| Аргентина       | 4 × платиновий | 240,000   |
| Австралія       | 4 × платиновий | 280,000   |
| Бразилія        | діамантовий    | 1,000,000 |
| Канада          | діамантовий    | 1,000,000 |
| Фінляндія       | платиновий     | 51,000    |
| Франція         | діамантовий    | 1,353,100 |
| Німеччина       | 2 × платиновий | 1,000,000 |
| Гонконг         | платиновий     | 80,000    |
| Мексика         | 2 × платиновий | 500,000   |
| Нідерланди      | 7 × платиновий | 700,000   |
| Нова Зеландія   | 5 × платиновий | 75,000    |
| Іспанія         | 3 × платиновий | 300,000   |
| Італія          |                | 1,500,000 |
| Велика Британія | 7 × платиновий | 2,100,000 |
| США             | 7 × платиновий | 7,000,000 |

### Сингли
| Рік                                                                    | Сингл               | Місця в чартах | Місця в чартах | Місця в чартах | Місця в чартах | Місця в чартах | Місця в чартах | Місця в чартах | Місця в чартах | Місця в чартах | Місця в чартах | Сертифікат                  |
| Рік                                                                    | Сингл               | US             | US Club        | AUS            | AUT            | CAN            | FRA            | GER            | ITA            | SWI            | UK             | Сертифікат                  |
| ---------------------------------------------------------------------- | ------------------- | -------------- | -------------- | -------------- | -------------- | -------------- | -------------- | -------------- | -------------- | -------------- | -------------- | --------------------------- |
| 1986                                                                   | «Live to Tell»      | 1              | —              | 7              | —              | 1              | 6              | 12             | 1              | 4              | 2              | - UK: срібний               |
| 1986                                                                   | «Papa Don't Preach» | 1              | 3              | 1              | 4              | 1              | 3              | 2              | 1              | 2              | 1              | - US: золотою - UK: золотою |
| 1986                                                                   | «True Blue»         | 3              | 6              | 5              | 9              | 1              | 6              | 6              | 4              | 6              | 1              | - US: золотою - UK: срібний |
| 1986                                                                   | «Open Your Heart»   | 1              | 1              | 16             | 18             | 8              | 24             | 17             | 6              | 11             | 4              | - UK: срібний               |
| 1987                                                                   | «La Isla Bonita»    | 4              | —              | 6              | 1              | 1              | 1              | 1              | 18             | 1              | 1              | - UK: срібний               |
| «—» означає, що сингл не брав участь в чарті або виходив в цій країні. |                     |                |                |                |                |                |                |                |                |                |                |                             |

## Списки композицій
| #  | Назва                           | Автор                                      | Продюсер(и)                            | Тривалість |
| -- | ------------------------------- | ------------------------------------------ | -------------------------------------- | ---------- |
| 1. | «Papa Don't Preach»             | Brian Elliot, additional lyrics by Madonna | Madonna, Stephen Bray                  | 4:29       |
| 2. | «Open Your Heart»               | Madonna, Gardner Cole, Peter Rafelson      | Madonna, Patrick Leonard               | 4:13       |
| 3. | «White Heat»                    | Madonna, Patrick Leonard                   | Madonna, Patrick Leonard               | 4:39       |
| 4. | «Live to Tell»                  | Madonna, P. Leonard                        | Madonna, Patrick Leonard               | 5:51       |
| 5. | «Where's the Party»             | Madonna, Stephen Bray, P. Leonard          | Madonna, Patrick Leonard, Stephen Bray | 4:21       |
| 6. | «True Blue»                     | Madonna, S. Bray                           | Madonna, Stephen Bray                  | 4:17       |
| 7. | «La Isla Bonita»                | Madonna, P. Leonard, Bruce Gaitsch         | Madonna, Patrick Leonard               | 4:02       |
| 8. | «Jimmy Jimmy»                   | Madonna, S. Bray                           | Madonna, Stephen Bray                  | 3:55       |
| 9. | «Love Makes the World Go Round» | Madonna, P. Leonard                        | Madonna, Patrick Leonard               | 4:33       |

2001 Remastered версія бонус-треків
| Список треків | Список треків                     | Список треків                   | Список треків   | Список треків |
| #             | Назва                             | Автор                           | Продюсер(и)     | Тривалість    |
| ------------- | --------------------------------- | ------------------------------- | --------------- | ------------- |
| 10.           | «True Blue» (The Color Mix)       | Madonna, S. Bray                | Shep Pettibone  | 6:37          |
| 11.           | «La Isla Bonita» (Extended Remix) | Madonna, P. Leonard, B. Gaitsch | Chris Lord-Alge | 5:25          |